# Парламентские выборы в Бенине (1979)
Выборы в Национальное революционное собрание Бенина проходили 20 ноября 1979 года. В стране была установлена однопартийная система под руководством Партии народной революции Бенина. Избиратели голосовали за партийный список из 336 отобранных кандидатов. В результате список был одобрен 98,3% голосов при явке 80,6%. После парламентских выборов 6 февраля 1980 года Национальное революционное собрание на безальтернативной основе избрало Матьё Кереку президентом страны.

## Результаты
| Выбор                               | Голоса    | %    |
| ----------------------------------- | --------- | ---- |
| Одобрить                            | 1 248 613 | 98,3 |
| Не одобрить                         | 21 438    | 1,7  |
| Недействительных/пустых бюллетеней  | 5 410     | –    |
| Всего                               | 1 275 461 | 100  |
| Зарегистрированных избирателей/Явка | 1 582 910 | 80,6 |
| Источник: Nohlen et al.             |           |      |